# برونو گتسه
برونو گتسه (انگلیسی: Bruno Götze; ۲۱ ژوئن ۱۸۸۲ – ۲۸ مهٔ ۱۹۱۳) دوچرخه‌سوار اهل لهستان بود.
وی در مسابقات کشوری و بین‌المللی در مجموع برندهٔ ۱ مدال نقره شده‌است.